# Guido Daccò
Guido Daccò (* 10. September 1942 in Limbiate; † 29. Juli 2006 in Lezzeno) war ein italienischer Auto- und Motorradrennfahrer.

## Karriere
Daccò begann 1969 mit dem Motorradrennsport. Ende der 1970er Jahre stieg er 35-jährig in den Automobilsport um. Er debütierte in der italienischen Formel-3-Meisterschaft. 1980 startete er in der Formel 2 im selben Team wie sein Freund Arturo Merzario. Auch in der britischen Formel-1-Serie fuhr er 1980 ein Rennen. Die nächsten zwei Jahre blieb er in der Formel 2 und fuhr dort einen Minardi G.M. 75, den er 1981 für sein eigenes Team Dacsport Racing und 1982 für das Team Brambilla Racing einsetzte. 1982 startete er beim 1000-km-Rennen von Monza mit einem Lancia Beta Montecarlo, den er sich mit Mark Thatcher und Gianni Giudici teilte. Sie errangen den siebenten Platz.
Auch 1983 blieb Daccò in der Formel 2, diesmal aber mit dem Sanremo Team. Er erzielte vier Punkte. Am Ende des Jahres begann er mit Jolly Club in dem Alba-Giannini-Projekt zu arbeiten. Bis 1985 fuhr er diesen Gruppe-C2-Sportwagen und erreichte dabei einige gute Resultate, wie zum Beispiel den hervorragenden dritten Platz beim 100-Kilometer-Rennen in Mosport hinter zwei Werks-Porsches. Bei den Einsitzern blieb Daccò 1984 beim Team Sanremo in der Formel 2 und fuhr vier Punkte ein. Im darauf folgenden Jahr fuhr er in der neuen Formel 3000 und errang sechs Punkte. 1986 bestritt Daccò noch einige Formel 3000-Rennen für Scuderia Coloni, die monegassische Écurie Monaco und Corbari Italia, erzielte aber keine Meisterschaftspunkte mehr.
Später wechselte er nach Amerika und fuhr dort in der Indy Lights Serie, die damals noch American Racing Series hieß. Trotz seiner 43 Jahre erreichte er bis 1988 einige gute Resultate, inklusive einer Podiumsplatzierung. 1989 fuhr er in der Indy Car World Series für Dale Coyne Racing. Bis 1992 fuhr er weiter in dieser Serie unter anderem für Teams wie Team Bettenhausen, Euromotorsport, Burns und Genoa Racing. Mit nur vier Punkten aus 23 Rennen war er nicht sonderlich erfolgreich. Die Versuche, sich für das Indianapolis 500 in den Jahren 1990 und 1991 zu qualifizieren, scheiterten.
1992 kehrte er nach Europa zurück und fuhr in zwei Rennen der deutschen Formel-3-Meisterschaft in einem Eufra-390-Opel. Am Ende des Jahres zog er sich aus dem Rennsport zurück. Während seiner Karriere fuhr er außerdem in der IMSA-Serie und der Tourenwagen-Europameisterschaft.
In den folgenden Jahren fuhr er gelegentlich noch in Rennen mit historischen Fahrzeugen mit. 2006 starb Guido Daccò mit 64 Jahren nach einer langen, nicht bekannten Krankheit.

## Statistik

### Le-Mans-Ergebnisse
| Jahr | Team                | Fahrzeug | Teamkollege     | Teamkollege   | Platzierung | Ausfallgrund |
| ---- | ------------------- | -------- | --------------- | ------------- | ----------- | ------------ |
| 1984 | Scuderia Jolly Club | Alba AR2 | Almo Coppelli   | Davide Pavia  | Rang 19     |              |
| 1985 | Carma F.F.          | Alba AR6 | Martino Finotto | Aldo Bertuzzi | Ausfall     | Elektrik     |

### Sebring-Ergebnisse
| Jahr | Team                 | Fahrzeug | Teamkollege     | Teamkollege      | Platzierung | Ausfallgrund |
| ---- | -------------------- | -------- | --------------- | ---------------- | ----------- | ------------ |
| 1988 | Gaston Andrey Racing | Alba AR6 | Martino Finotto | Ruggero Melgrati | Rang 17     |              |

### Einzelergebnisse in der Sportwagen-Weltmeisterschaft
| Saison | Team             | Rennwagen              | 1   | 2   | 3   | 4   | 5   | 6   | 7   | 8   | 9   | 10  | 11  |
| ------ | ---------------- | ---------------------- | --- | --- | --- | --- | --- | --- | --- | --- | --- | --- | --- |
| 1982   | Scuderia Vesuvio | Lancia Beta Montecarlo | MON | SIL | NÜR | LEM | SPA | MUG | FUJ | BRH |     |     |     |
| 1982   | Scuderia Vesuvio | Lancia Beta Montecarlo | 7   |     |     |     | DNF | 7   |     | DNF |     |     |     |
| 1983   | Vesuvio Racing   | Alba AR2               | MON | SIL | NÜR | LEM | SPA | FUJ | KYA |     |     |     |     |
| 1983   | Vesuvio Racing   | Alba AR2               |     |     |     | DNF |     |     |     |     |     |     |     |
| 1984   | Jolly Club       | Alba AR2               | MON | SIL | LEM | NÜR | BRH | MOS | SPA | IMO | FUJ | KYA | SAN |
| 1984   | Jolly Club       | Alba AR2               |     |     | 19  | DNF |     | 3   | 15  | DNF | DNF |     | DNF |
| 1985   | Carma FF         | Alba AR2 Alba AR6      | MUG | MON | SIL | LEM | HOK | MOS | SPA | BRH | FUJ | SEL |     |
| 1985   | Carma FF         | Alba AR2 Alba AR6      | 8   | DNF | 17  | DNF |     |     |     |     |     |     |     |